# Klinikum Großhadern (métro de Munich)
Klinikum Großhadern (en allemand : U-Bahnhof Theresienwiese) est une station de la ligne U6 du métro de Munich. Elle est située sur Max-Lebsche-Platz dans le quartier Großhadern (de), secteur Hadern à Munich en Allemagne.
Elle dessert notamment  la clinique universitaire de Munich.

## Situation sur le réseau

Plan du métro (2020).

Établie en souterrain, la station  Klinikum Großhadern terminus sud-ouest de la ligne U6 du métro de Munich est située avant la station Großhadern, en direction du terminus nord Garching-Forschungszentrum.
Elle dispose d'un quai central encadré par les deux voies de la ligne U6.

## Histoire
La station Klinikum Großhadern est mise en service le 22 mai 1993 lors de l'ouverture de l'exploitation de la ligne 6 de Holzapfelkreuth à Klinikum Großhadern. La station est due à l'architecte Paolo Nestler, le mur à Eckard Hauser. Les deux accès sont matérialisés par des pyramides de verre hautes de 9 m, la station dispose, d'un quai central pavé avec des dalles de granit rouge-brun, un alignement de piliers cylindriques bruns et un plafond couvert d'éléments colorés. Les deux murs, de 120 mètres de long et 5 mètres de haut, en arrière des voies, ont un décor représentant un paysage vallonné des contreforts pré-alpin.

## Services aux voyageurs

### Accès et accueil
La station dispose de deux accès, matérialisés par des pyramides de verre, qui disposent d'escaliers et d'escaliers mécaniques pour rejoindre le quai de la station souterraine. Un ascenseur permet l'accès des personnes à la mobilité réduite.

### Desserte
Klinikum Großhadern est desservie par les rames de la ligne U6 du métro de Munich.

### Intermodalité
Du côté nord, il y a un parc relais et un sentier pédestre vers la clinique. Côté sud, on peut rejoindre une petite gare routière et Max-Lebsche-Platz.
La station est en correspondance avec les lignes d'omnibus 266, 269, N40 et X910 de la Münchner Verkehrsgesellschaft.

## Projets
Prolongement de la ligne de Klinikum Großhadern à un nouveau terminus Martinsried .